# Evergestis permundalis
Evergestis permundalis là một loài bướm đêm trong họ Crambidae.